# Dukinfield
Dukinfield är en stad i grevskapet Greater Manchester i England. Staden ligger i distriktet Tameside, cirka 10 kilometer öster om Manchester och cirka 9 kilometer nordost om Stockport. Tätortsdelen (built-up area sub division) Dukinfield hade 20 909 invånare vid folkräkningen år 2011.